# 红土坡镇
红土坡镇，是中华人民共和国云南省楚雄彝族自治州南华县下辖的一个乡镇级行政单位。

## 行政区划
红土坡镇下辖以下地区：
明么村、大旭宇村、山尾村、罗纳里村、依黑么村、龙潭山村、簪花村、大德郎村、法郎村和起岔垮村。